# Martin Charbonnier
Martin Charbonnier (Francia, 1655 – Hannover, 18 settembre 1720) è stato un architetto del paesaggio francese naturalizzato tedesco.

## Biografia
Martin Charbonnier nacque in Francia nel 1655. Si pose al servizio del futuro principe elettore Ernesto Augusto di Brunswick-Lüneburg e di sua moglie Sofia del Palatinato dal 1677. Inizialmente venne impiegato come responsabile del giardino del castello di Osnabrück, passando poi a quello di Hannover dal 1682 al 1694. Da Hannover riprogettò completamente i giardini di Osnabrück nel 1691 e poi supervisionò quelli di Hannover sino al 1707.
A partire dal 1682, Charbonnier su ordine dell'elettore, pensò a un modo per espandere ulteriormente il Grosser Garten di Hannover, raddoppiandone quasi le dimensioni. Sempre su consiglio del principe elettore, venne inviato per qualche tempo nei Paesi Bassi per studiare i giardini delle grandi residenze in loco e dal 1689 venne impiegato nella realizzazione del giardino del palazzo del Ducato di Brunswick e di quello del castello di Salzdahlum, vicino a Wolfenbüttel.
Nel 1696 Charbonnier progettò i giardini della residenza di caccia ducale di Linsburg (oggi nel distretto di Nienburg/Weser).
Si ritirò a vita privata nel 1717 ed il figlio minore Ernst August Charbonnier gli succedette nella direzione e nella manutenzione dei giardini del castello di Herrenhausen. Altro suo figlio fu Georg Ludwig Charbonnier, mentre suo nipote fu Matthias Charbonnier.